# Sent i september
Sent i september är ett album av den svenska popgruppen Ratata, utgivet 1985.

## Låtförteckning
1. Ingenstans att gå - 3:47
2. I Dina ögon - 2:50
3. Ge inte upp - 4:17
4. Om Du kommer tillbaks - 3:20
5. Du finns hos mig - 3:36
6. Gör vad Du vill - 3:24
7. Bara Du - 3:56
8. Sent i september
9. Låt Dig inte luras - 3:40
10. Hur pojkarna skall tas - 2:28
11. I dina ögon -Spekulativ mix 6.02*
12. Jackie -L.A. version 3.12*

Samtliga sånger av Scocco/Ekelund utom 4. Scocco och 12 Scocco/Ekelund/Hazzard. 
*=CD-versionen endast.

## Listplaceringar
| Lista (1985-1986) | Position |
| ----------------- | -------- |
| Sverige           | 6        |